# Tàrrec
|  | Aquest article tracta sobre l'espècie Salvia verbenaca, per a d'altres espècies vegeu Tàrrec (desambiguació). |

El tàrrec (Salvia verbenaca), és una espècie de planta amb flors del gènere Salvia dins la família de les lamiàcies nativa des de les Illes Britàniques al sud d'Europa, Nord d'Àfrica, Orient Pròxim, i Caucas.
Addicionalment pot rebre els noms de berbena, cresta de gall, cresta de gallina, herba de Santa Llúcia, herba del mal d'ulls, herba esquellera, rosa de Santa Anna, sàlvia de cresta, tàrrec comú, tàrrecs, tàrrega, tarró i tarrons. També s'han recollit les variants lingüístiques càrrec, herba de Santa Lucía, tarec, targa, terra, tèrrec, terri, tèrric i verbena.

## Descripció
Planta herbàcia erecta perenne i pubescent d'uns 30 cm (de 5 a 80 cm) d'altura amb pèls glandulars que produeixen un agradable aroma. La seua tija és de secció quadrangular sobre la qual es disposen les fulles caulinars. Aquestes són d'un verd mat, amplexicaules o segudes, i oposades. Les fulles basals tenen un pecíol llarg i es disposen en una roseta a la base. Són oblongues a ovalades, lobulades i algunes, inclús [[roseta|pinnatífides]]. A més, són rugoses i de color verd mat com les caulinars.
Les flors formen verticil·lastres de 4 a 10 flors a la part més alta de la tija. Posseeixen unes bràctees verdes, un calze bilabiat, glandulós i una corol·la bilabiada violada o blanquinosa (ocasionalment rosa o blavosa). El llavi superior és arquejat i pilós, i l'inferior és trilobulat. L'androceu es compon de 2 estams. Floreix pràcticament tot l'any en terrenys calcaris, encara que principalment a la primavera.

## Taxonomia
Estirp extraordinàriament polimorfa, que requereix una anàlisi experimental de la variabilitat. La sistemàtica d'aquest cercle de formes ha esdevingut més confusa encara pel fet que els autors antic ignoraven l'existència d'un polimorfisme floral lligat amb la pol·linització, de caràcter simplement individual, no utilitzable en taxonomia. Tampoc el grau de dissecció de la fulla, per ell sol no és prou, atesa la variabilitat que hi poden observar dins d'una mateixa població i, de a voltes, dins d'un mateix individu. S'observa una variació pràcticament contínua que va des de les formes africanes i orientals xeròfiles, amb fulles dividides en segments sublinears distants, passant per subespècies de fulla menuda però no laciniada, i finalment algunes pròpies de sòls fèrtils de tendència humida. Caldria precisar, però, fins a quin punt les diferència observades són constants i no corresponen a modificacions sense valor taxonòmic, induïdes per l'ambient.
Algunes varietats que en algun moment han estat considerades subespècies, i en un cas espècie, i que avui dia són sinònims de Salvia verbenaca han tingut noms comuns en català:
| Nom            | Noms alternatius                                 | Sinònims                                                                      |
| -------------- | ------------------------------------------------ | ----------------------------------------------------------------------------- |
| cresta         | galló, madrona                                   | Salvia verbenaca L. subsp. controversa (Ten.) Arcang. i Salvia clandestina L. |
| cresta de gall | madrona, ormí, sàlvia romana, tàrrega, tàrregues | Salvia verbenaca L. subsp. horminoides (Pourr.) Pugsley                       |
| tàrrec         | tàrrec comú, tàrregues                           | Salvia verbenaca L. subsp. verbenaca                                          |

### Sinònims
Els següents noms científics són sinònims de Salvia verbenaca:
- Gallitrichum anglicum Jord. & Fourr.
- Gallitrichum arvale Jord. & Fourr.
- Gallitrichum candollei Timb.-Lagr.
- Gallitrichum clandestinum (L.) Fourr.
- Gallitrichum dichroanthum Jord. & Fourr.
- Gallitrichum horminioides (Pourr.) Timb.-Lagr.
- Gallitrichum maculatum Jord. & Fourr.
- Gallitrichum pallidiflorum (St.-Amans) Jord. & Fourr.
- Gallitrichum ptychophyllum Jord. & Fourr.
- Gallitrichum rosulatum Jord. & Fourr.
- Gallitrichum rubellum Jord. & Fourr.
- Gallitrichum stereocaulon Jord. & Fourr.
- Gallitrichum verbenacum (L.) Fourr.
- Gallitrichum virgatum Jord. & Fourr.
- Horminum parviflorum Moench
- Horminum sylvestre Gray
- Horminum verbenacum (L.) Mill.
- Larnastyra claytonii (Nutt.) Raf.
- Larnastyra verbenaca (L.) Raf.
- Salvia acutata Brot.
- Salvia agrestis Vill.
- Salvia ambigua Rochebr. & Sav.
- Salvia anglica (Jord. & Fourr.) Verl., Arv.-Touv. & Faure
- Salvia anselmii Sennen
- Salvia barcinonensis Sennen
- Salvia barnolae Sennen
- Salvia basilii Sennen
- Salvia betonicifolia Lam.
- Salvia byzantina Juss. ex Steud.
- Salvia candollei (Timb.-Lagr.) Timb.-Lagr.
- Salvia ceratophylla C.A.Mey.
- Salvia clandestina L.
- Salvia clandestina subsp. multifida (Sm.) Nyman
- Salvia clandestinoides Link
- Salvia claytonii Elliott
- Salvia cleistogama de Bary & Paul
- Salvia collina Lowe
- Salvia controversa Ten.
- Salvia discolor Sennen
- Salvia disermas Sm.
- Salvia domenechii Sennen
- Salvia dubia Lowe
- Salvia electa Sennen
- Salvia eriocaulis Sennen
- Salvia erosa Desf.
- Salvia fontii Sennen
- Salvia gracilis Sennen
- Salvia hiemalis Brot.
- Salvia horminioides Pourr.
- Salvia illyrica Schult.
- Salvia intricata Sennen
- Salvia laciniata Willd.
- Salvia linnaei Rouy
- Salvia linnaei subsp. clandestina (L. Rouy
- Salvia linnaei subsp. horminioides (Pourr. Rouy
- Salvia linnaei subsp. multifida (Sm. Rouy
- Salvia linnaei subsp. oblongata (Vahl Rouy
- Salvia linnaei subsp. verbenaca (L. Rouy
- Salvia lowei Steud.
- Salvia mediterranea Sennen
- Salvia multifida Sm.
- Salvia neglecta Ten.
- Salvia oblongata De Not. ex Briq.
- Salvia oblongata Vahl
- Salvia obtusata Brot.
- Salvia ochroleuca Coss. & Balansa
- Salvia pallidiflora St.-Amans
- Salvia parviflora Brot.
- Salvia polymorpha Hoffmanns. & Link
- Salvia praecox Savi
- Salvia pyrenaica L.
- Salvia rhodantha Zefir.
- Salvia sabulicola Pomel
- Salvia sennenii Font Quer ex Sennen
- Salvia sibthorpii Bory & Chaub.
- Salvia spielmanniana M.Bieb.
- Salvia spielmannii Willd.
- Salvia subscaposa Sennen
- Salvia theodori Sennen
- Salvia variabilis Loisel. ex Benth.
- Salvia verbenaca var. anglica (Jord. & Fourr.) P.D.Sell
- Salvia verbenaca subsp. battandieri Maire
- Salvia verbenaca subsp. clandestina (L. Batt.
- Salvia verbenaca subsp. controversa (Ten. Arcang.
- Salvia verbenaca var. delicatula (Sennen O.Bolòs & Vigo
- Salvia verbenaca subsp. foetens Maire
- Salvia verbenaca subsp. horminioides (Pourr. Nyman
- Salvia verbenaca subsp. multifida (Vis. Briq.
- Salvia verbenaca subsp. oblongata (Ten. Arcang.
- Salvia verbenaca subsp. oblongata (Vahl Nyman
- Salvia verbenaca subsp. ochroleuca (Coss. & Balansa) Maire
- Salvia verbenaca subsp. sabulicola (Pomel Quézel & Santa ex Greuter, Burdet & G.Long
- Salvia verbenacoides Brot.
- Salvia verbenifolia Salisb.
- Salvia vivianii Sieber ex Rchb.
- Salvia weihaiensis C.Y.Wu & H.W.Li
- Sclarea decidua Moench
- Sclarea rhodantha (Zefir.) Soják
- Sclarea verbenaca (L.) Soják
- Sclarea viscosissima Moench

## Hàbitat
Fenassars i comunitats semblants, molt lleugerament nitròfila. Sol aparèixer a les vores dels camins i terrenys pedregosos arreu del País Valencià i les Illes Balears, i a Catalunya a les terres baixes fins a arribar als 1000 (1700) m d'altitud.

## Usos
L'ús més freqüent d'aquesta planta són com a col·lutori dels ulls, encara que pot actuar com a bactericida contra les afeccions respiratòries en general. A més és cicatritzant, per això s'empra per curar úlceres i ferides, afavorint la cicatrització i impedint que s'infecte la ferida. Afavoreix el part si l'embarassada pren regularment una infusió d'aquesta herba un temps abans de parir. A més a més, s'emprava per regular la menstruació i per calmar els dolors que aquesta ocasiona. També per llevar el mal alè, mastegant una rameta de tàrrec crua.
També s'usa per donar gust als menjars i infusions, les flors es poden afegir en amanides.

## Imatges

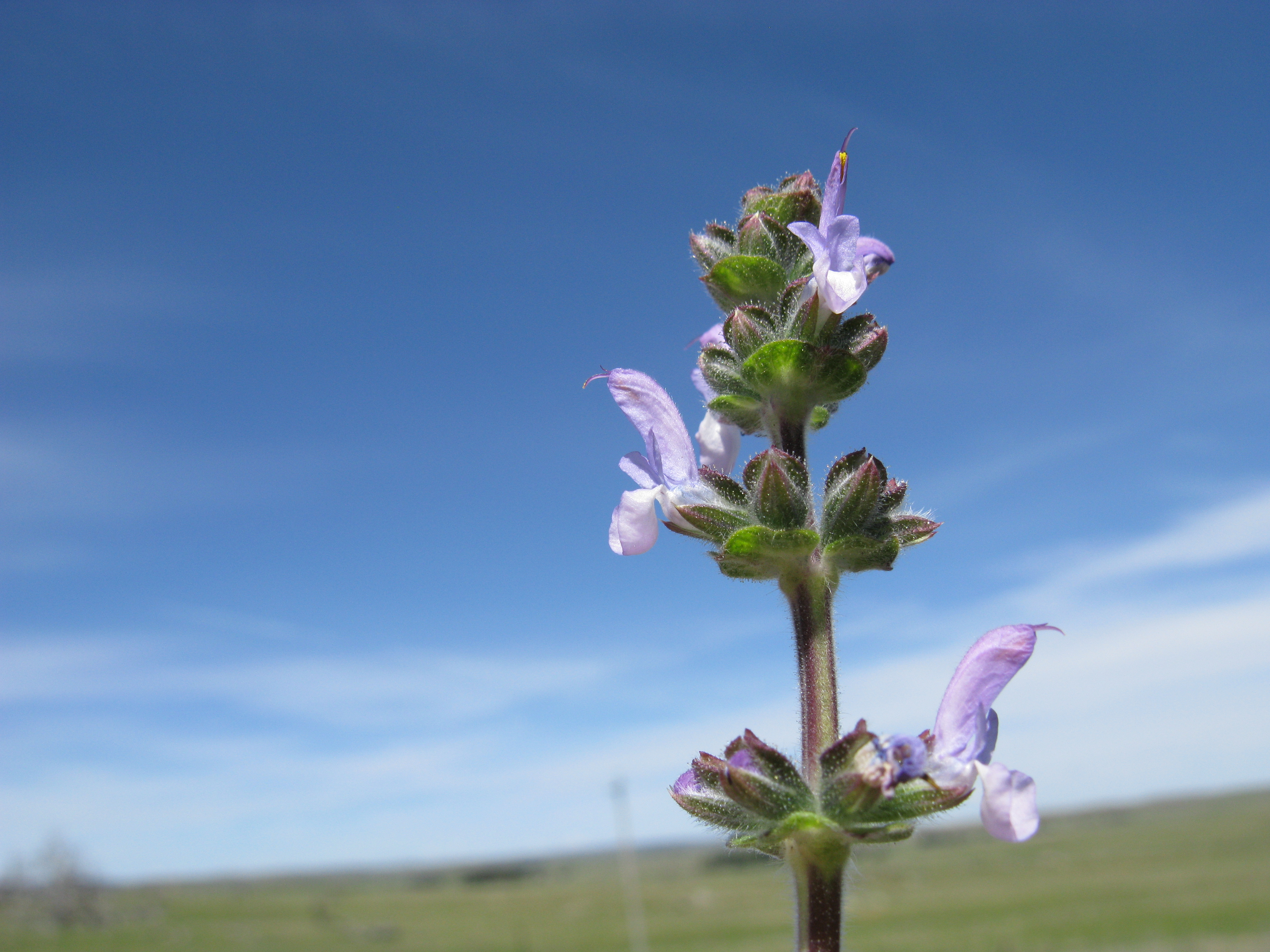
Flors
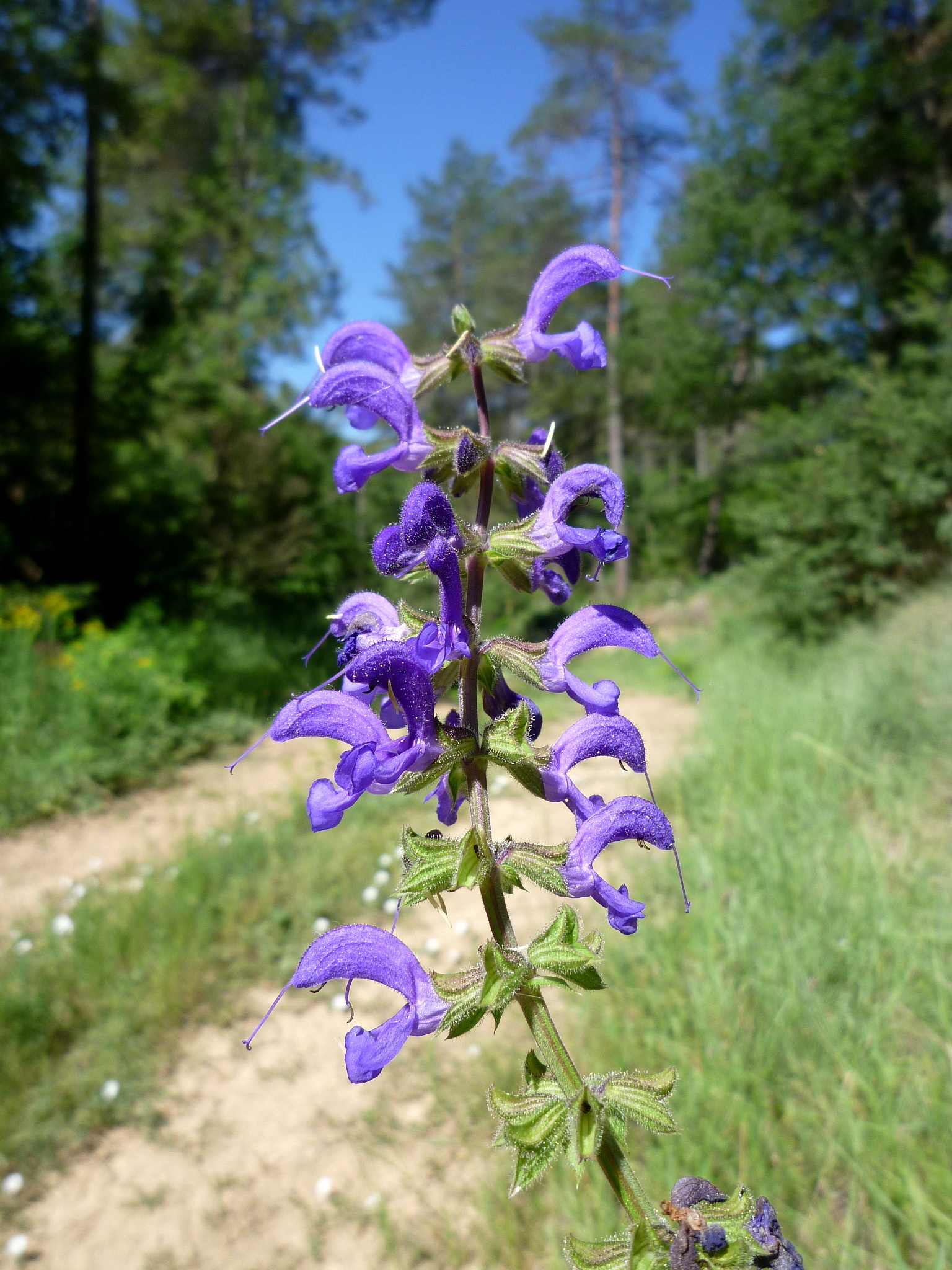
Verticil·lastre
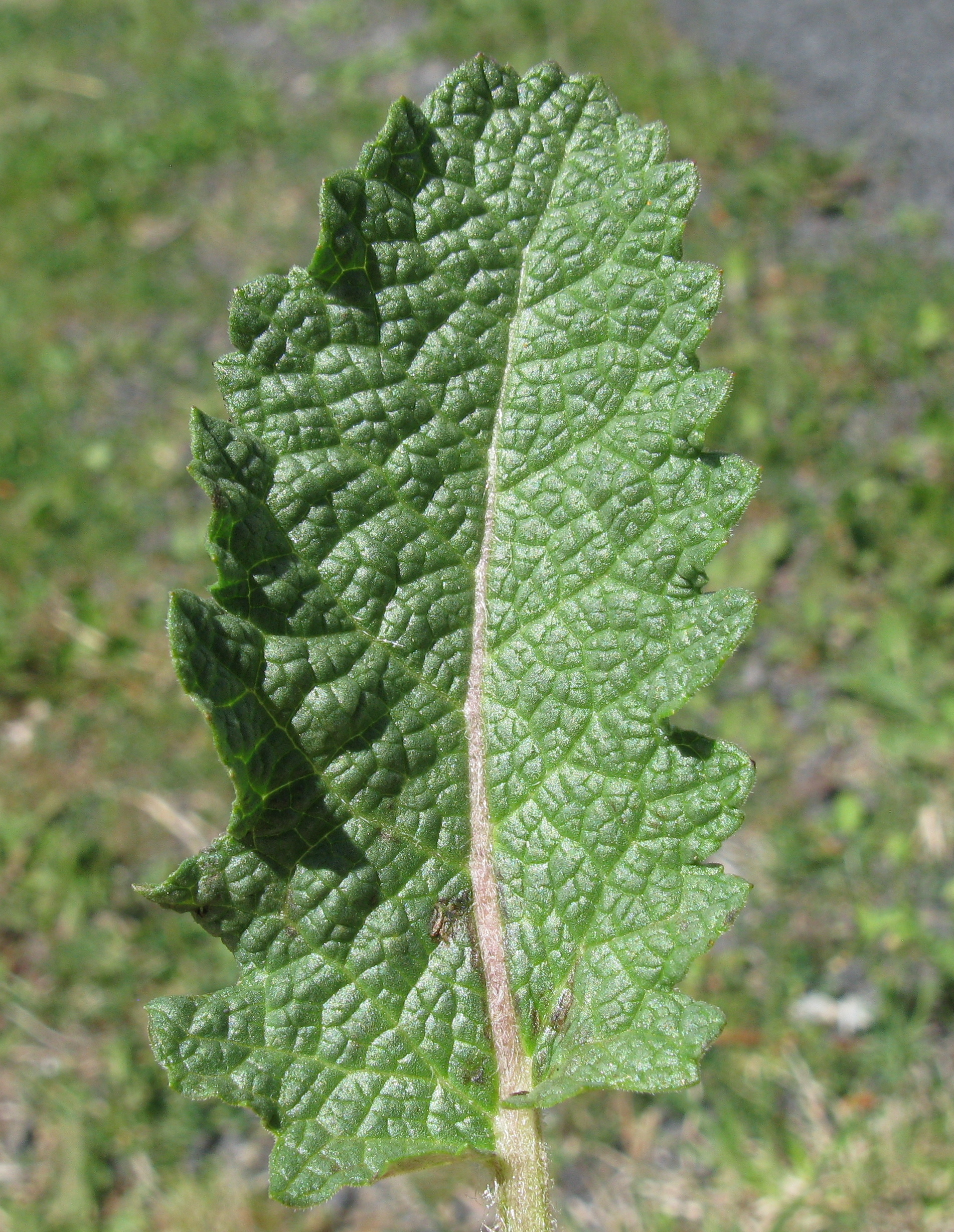
Fulla (anvers)
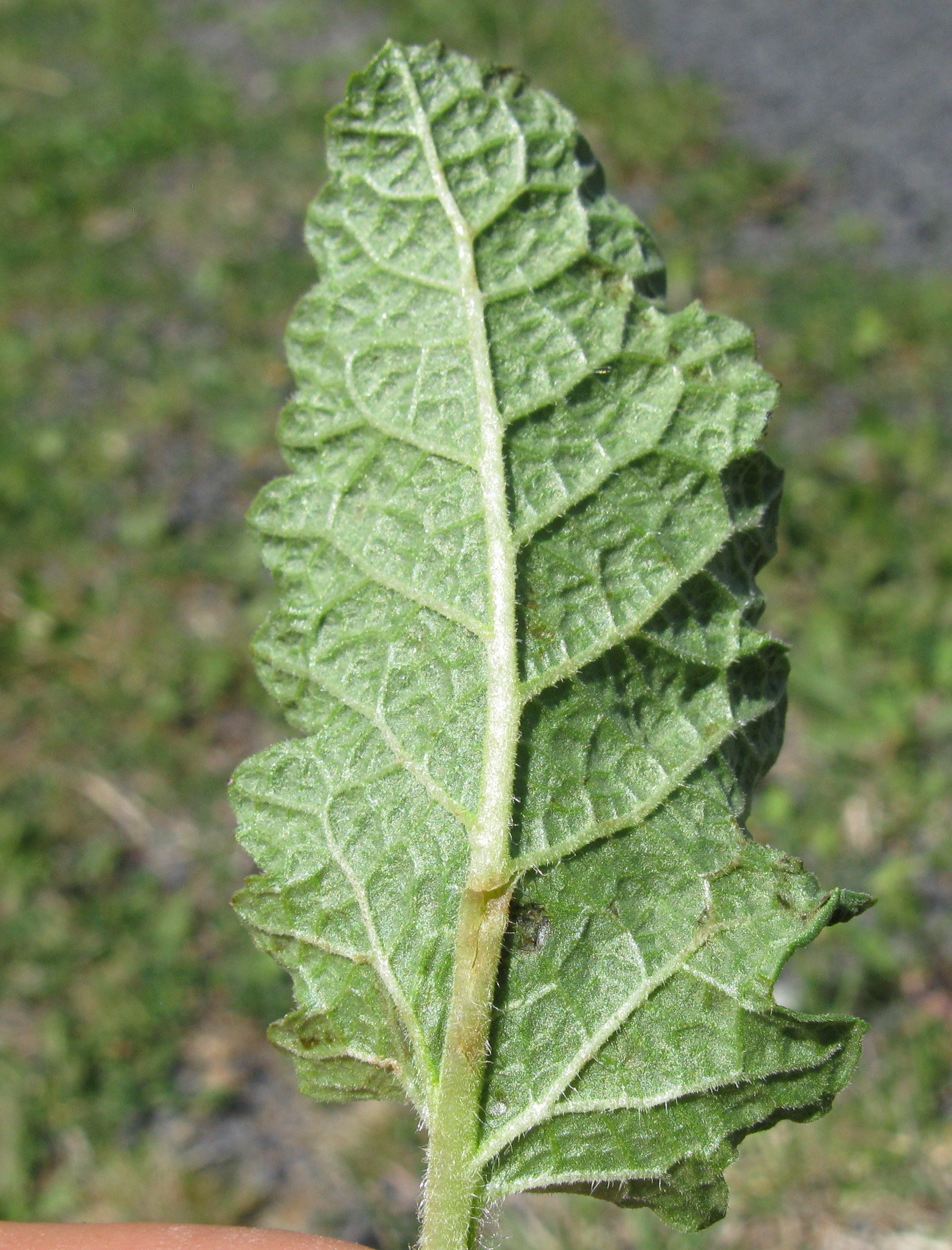
Fulla (revers)
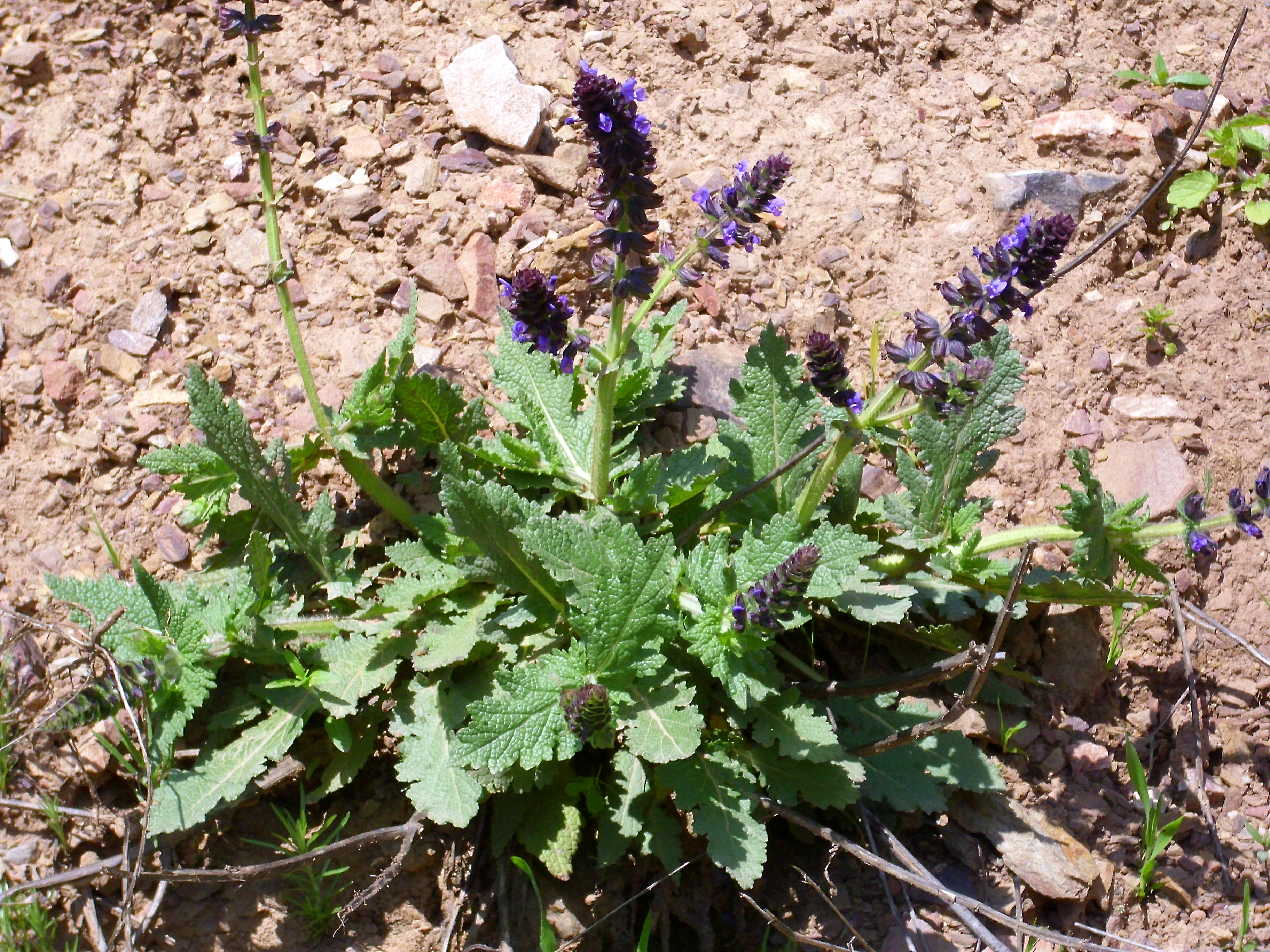
Planta adulta
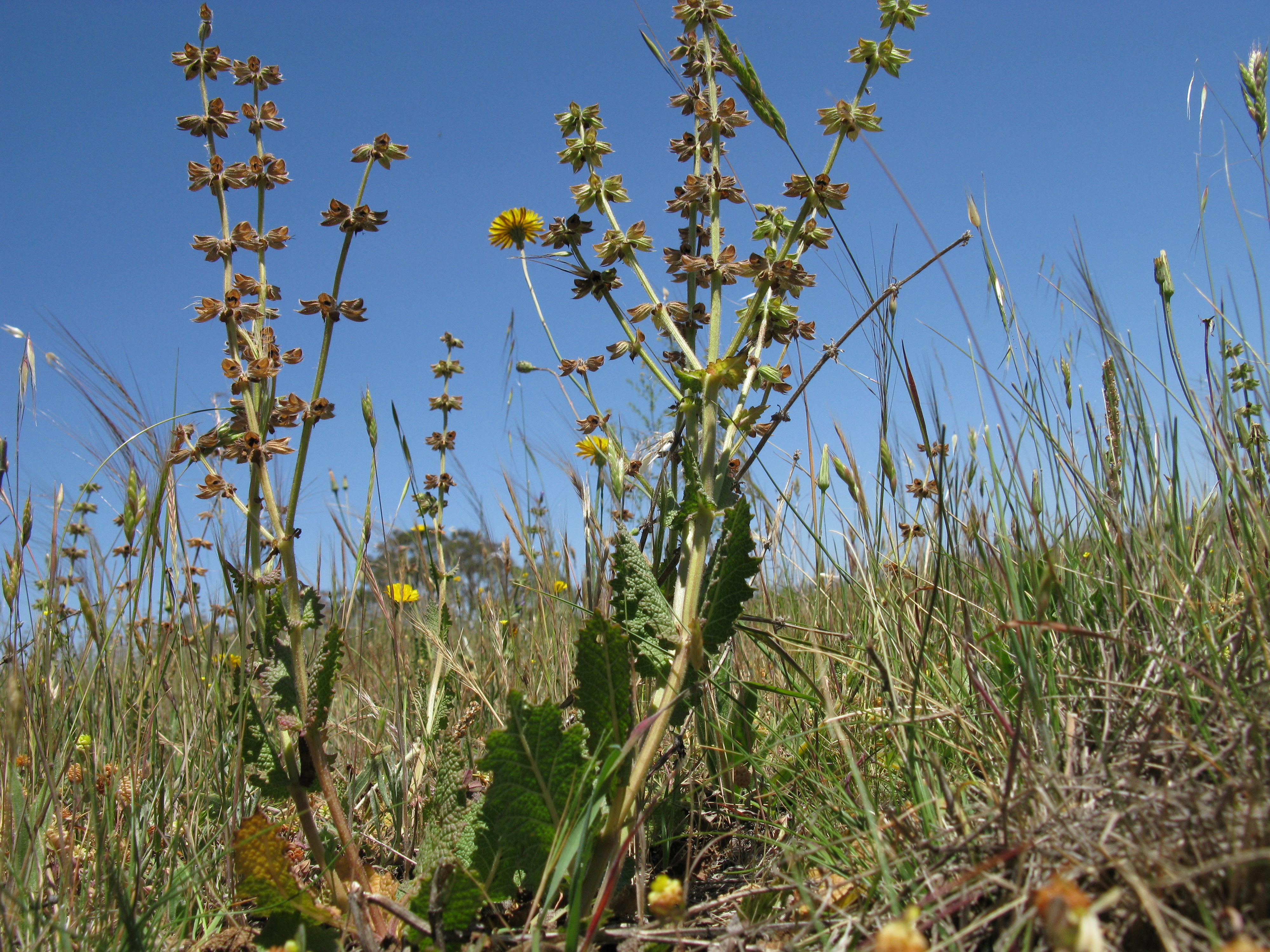
Fruits
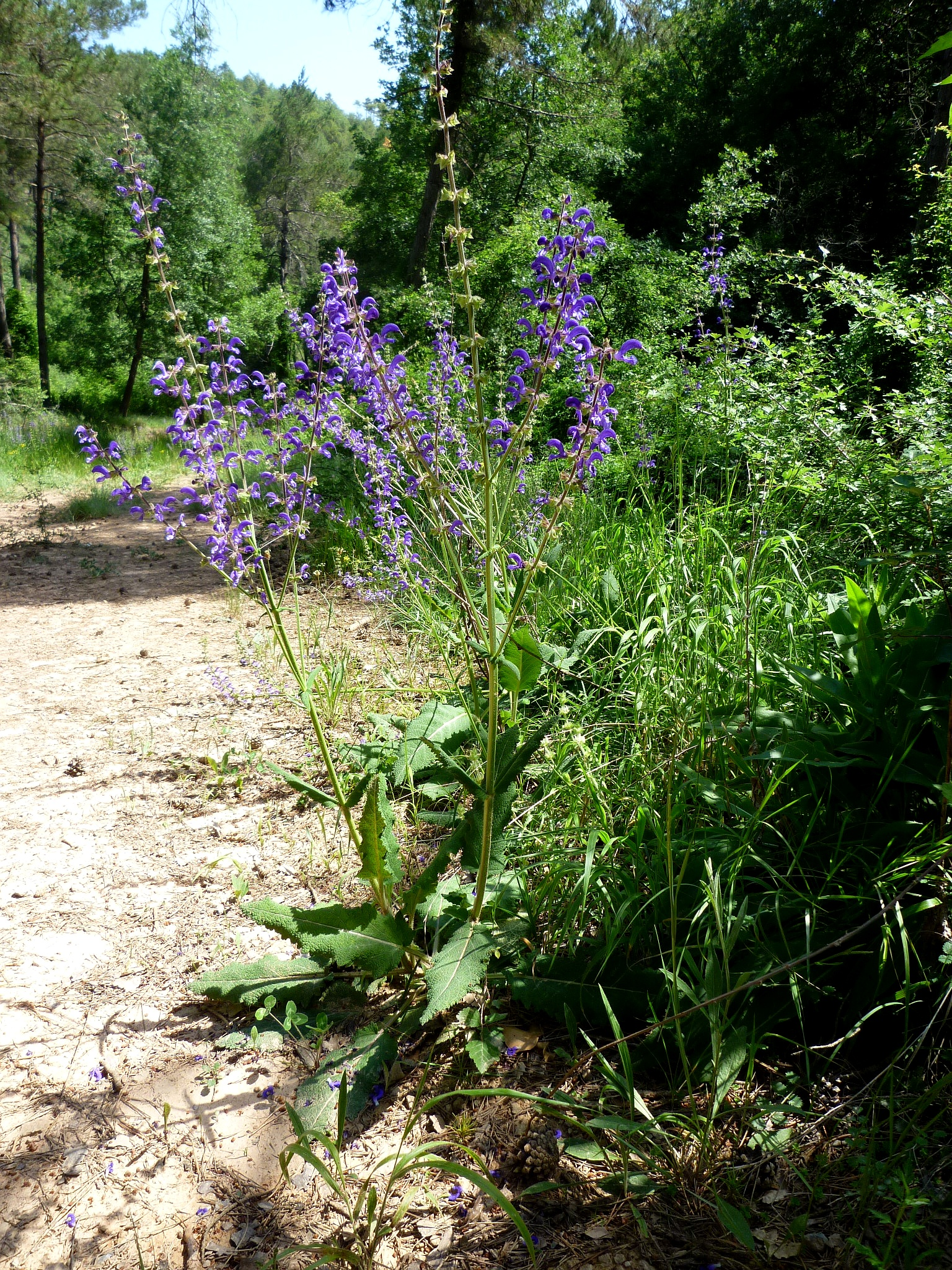
Hàbitat